# Conique dégénérée
En géométrie, une conique dégénérée est une conique (une courbe plane du second degré, définie par une équation polynomiale quadratique réelle) qui ne peut pas être réduit à une courbe irréductible . Cela signifie que l'équation de définition est factorisable uniquement sur les nombres complexes (ou plus généralement sur un corps algébriquement clos ) comme le produit de deux polynômes linéaires.
En utilisant la définition alternative de la conique comme l'intersection dans l'espace réel en trois dimensions d'un plan et d'un cône double, une conique est dégénérée si le plan passe par le sommet du cône.
Dans le plan réel, une conique dégénérée peut être réduite à deux droites parallèles ou non, une droite unique (soit deux droites confondues, soit l'union d'une droite et de la droite à l'infini), un point unique (en fait, l'intersection de deux droites complexes conjuguées ), ou l'ensemble vide (en fait deux fois la droite à l'infini ou deux droites complexes conjuguées parallèles).
Toutes ces coniques dégénérées peuvent apparaître dans des faisceaux de coniques. Autrement dit, si deux coniques réelles non dégénérées sont définies par des équations polynomiales quadratiques f = 0 et g = 0, l'ensemble des coniques d'équation af + bg = 0 forme un faisceau, qui contient une ou trois coniques dégénérées. Pour toute conique dégénérée dans le plan réel, on peut choisir f et g tels que la conique dégénérée donnée appartienne au faisceau qu'ils déterminent.

## Exemples

Faisceaux de cercles : dans le faisceau de cercles rouges, la seule conique dégénérée est l'axe horizontal ; le faisceau de cercles bleus a trois coniques dégénérées, l'axe vertical et deux cercles de rayon nul.

La section conique d'équation {\displaystyle x^{2}-y^{2}=0} est dégénérée car son équation peut s'écrire comme {\displaystyle (x-y)(x+y)=0}, et correspond à deux droites sécantes en l'origine. Cette conique dégénérée se présente comme cas limite {\displaystyle a=1,b=0} dans le faisceau d'hyperboles des équations {\displaystyle a(x^{2}-y^{2})-b=0.} Le cas limite {\displaystyle a=0,b=1} est un exemple de conique dégénérée constituée de deux fois la droite à l'infini.
De même, la section conique d'équation {\displaystyle x^{2}+y^{2}=0}, qui n'a qu'un seul point réel, est dégénéré, car {\displaystyle x^{2}+y^{2}} est factorisable comme {\displaystyle (x+\mathrm {i} y)(x-\mathrm {i} y)} sur les nombres complexes . La conique est donc constituée de deux droites complexes conjuguées qui se coupent en l'unique point réel, {\displaystyle (0,0)}, de la conique.
Le faisceau d'ellipses d'équations {\displaystyle ax^{2}+b(y^{2}-1)=0} dégénère, pour {\displaystyle a=0,b=1}, en deux droites parallèles et, pour {\displaystyle a=1,b=0}, en une double droite.
Le faisceau des cercles des équations {\displaystyle a(x^{2}+y^{2}-1)-bx=0} dégénère pour {\displaystyle a=0} en deux droites, la droite à l'infini et la droite d'équation {\displaystyle x=0} .

## Classification
Sur le plan projectif complexe, il n'existe que deux types de coniques dégénérées : deux droites distinctes, qui se coupent nécessairement en un point, ou une droite double. Toute conique dégénérée peut être transformée par une application projective en toute autre conique dégénérée du même type.
Sur le plan affine réel, la situation doit être plus détaillée. Une conique réelle dégénérée peut être :
- Deux droites sécantes, telles que {\displaystyle x^{2}-y^{2}=0\Leftrightarrow (x+y)(x-y)=0}
- Deux droites parallèles, telles que {\displaystyle x^{2}-1=0\Leftrightarrow (x+1)(x-1)=0}
- Une droite double (de multiplicité 2), telle que {\displaystyle x^{2}=0}
- Deux droites conjuguées complexes qui se croisent (un seul point réel), telles que {\displaystyle x^{2}+y^{2}=0\Leftrightarrow (x+\mathrm {i} y)(x-\mathrm {i} y)=0}
- Deux droites conjuguées complexes parallèles (pas de point réel), telles que {\displaystyle x^{2}+1=0\Leftrightarrow (x+\mathrm {i} )(x-\mathrm {i} )=0}
- Une seule droite et la droite à l'infini
- Deux fois la droite à l'infini (pas de point réel dans le plan affine )

Pour deux coniques dégénérées quelconques de la même classe, il existe des applications affines faisant correspondre la première conique à la seconde.

## Discriminant

L'hyperbole dégénérée qui se factorise comme est l' union des lieux rouge et bleu.

La parabole dégénérée qui se factorise en est l'union des lieux rouge et bleu.

Les coniques réelles non dégénérées peuvent être classées comme ellipses, paraboles ou hyperboles par le discriminant de la forme non homogène {\displaystyle Ax^{2}+2Bxy+Cy^{2}+2Dx+2Ey+F}, qui est le déterminant de la matrice
{\displaystyle \mathrm {M} ={\begin{bmatrix}A&B\\B&C\\\end{bmatrix}},}
la matrice de la forme quadratique dans {\displaystyle (x,y)} . Ce déterminant est positif, nul ou négatif selon que la conique est respectivement une ellipse, une parabole ou une hyperbole.
De même, une conique peut être classée comme non dégénérée ou dégénérée selon le discriminant de la forme quadratique homogène dans {\displaystyle (x,y,z)}, :p.16. Ici, la forme affine est homogénéisée en
{\displaystyle Ax^{2}+2Bxy+Cy^{2}+2Dxz+2Eyz+Fz^{2};}
le discriminant de cette forme est le déterminant de la matrice
{\displaystyle \mathrm {Q} ={\begin{bmatrix}A&B&D\\B&C&E\\D&E&F\\\end{bmatrix}}.}
La conique est dégénérée si et seulement si le déterminant de cette matrice Q est nul. Dans ce cas, on a les possibilités suivantes :
- Deux droites sécantes (une hyperbole dégénérée en ses deux asymptotes) si et seulement si {\displaystyle \det \mathrm {M} <0} (voir premier schéma).
- Deux droites parallèles (une parabole dégénérée) si et seulement si {\displaystyle \det \mathrm {M} =0} . Ces droites sont distinctes et réelles si {\displaystyle D^{2}+E^{2}>(A+C)F} (voir deuxième diagramme), coïncident si {\displaystyle D^{2}+E^{2}=(A+C)F}, et inexistantes dans le plan réel si {\displaystyle D^{2}+E^{2}<(A+C)F} .
- Un point unique (une ellipse dégénérée) si et seulement si {\displaystyle \det \mathrm {M} >0} .
- Une seule droit (et la droite à l'infini) si et seulement si {\displaystyle A=B=C=0,} et {\displaystyle D} et {\displaystyle E} ne sont pas tous les deux nuls. Ce cas se présente toujours comme une conique dégénérée dans un faisceau de cercles. Cependant, dans d'autres contextes, elle n'est pas considérée comme une conique dégénérée, car son équation n'est pas de degré 2.

Le cas des droites coïncidentes se produit si et seulement si le rang de la matrice 3×3  Q est 1 ; dans tous les autres cas dégénérés, son rang est 2:p.108.

## Relation à l'intersection d'un plan et d'un cône
Les coniques, également appelées sections coniques pour souligner leur géométrie tridimensionnelle, apparaissent comme l'intersection d'un plan et d'un cône . La dégénérescence se produit lorsque le plan contient le sommet du cône ou lorsque le cône dégénère en un cylindre et que le plan est parallèle à l'axe du cylindre. Voir  Conique#Cas dégénérés pour plus de détails.

## Applications
Les coniques dégénérées, comme les variétés algébriques dégénérées en général, apparaissent comme des limites de coniques non dégénérées et sont importantes dans la compactification des espaces de modules de courbes.
Par exemple, le faisceau de courbes (système linéaire unidimensionnel de coniques) défini par {\displaystyle x^{2}+ay^{2}=1} est non dégénéré pour {\displaystyle a\neq 0} mais est dégénéré pour {\displaystyle a=0;} concrètement, c'est une ellipse pour {\displaystyle a>0,} deux droites parallèles pour {\displaystyle a=0,} et une hyperbole avec {\displaystyle a<0} – partout, un axe a une longueur de 2 et l’autre a une longueur {\textstyle 1/{\sqrt {|a|}},} qui est l'infini pour {\displaystyle a=0.}
De telles familles apparaissent naturellement : étant donné quatre points en position linéaire générale (aucun triplet de points alignés parmi les quatre), il y a un faisceau de coniques qui les traverse (puisque cinq points déterminent une conique, quatre points laissent un paramètre libre), dont trois sont dégénérées, chacune constituée d'une paire de droites, correspondant aux {\displaystyle \textstyle {{\binom {4}{2,2}}=3}} façons de choisir deux paires de points parmi les quatre points (en comptant via le coefficient multinomial ).
Par exemple, étant donné les quatre points {\displaystyle (\pm 1,\pm 1),} le faisceau de coniques qui les traverse peut être paramétré comme {\displaystyle (1+a)x^{2}+(1-a)y^{2}=2,} donnant le faisceau suivant ; dans tous les cas, le centre est à l'origine : 
- {\displaystyle a>1:} hyperboles s'ouvrant à gauche et à droite ;
- {\displaystyle a=1:} les droites verticales parallèles {\displaystyle x=-1,\ x=1;}
- {\displaystyle 0<a<1:} ellipses avec un grand axe vertical ;
- {\displaystyle a=0:} un cercle (de rayon {\displaystyle {\sqrt {2}}} );
- {\displaystyle -1<a<0:} ellipses avec un grand axe horizontal ;
- {\displaystyle a=-1:} les droites horizontales parallèles {\displaystyle y=-1,\ y=1;}
- {\displaystyle a<-1:} hyperboles s'ouvrant vers le haut et vers le bas,
- {\displaystyle a=\infty :} les droites diagonales {\displaystyle y=x,\ y=-x;}

(diviser par {\displaystyle a} et prendre la limite comme {\displaystyle a\to \infty } donne {\displaystyle x^{2}-y^{2}=0} )
- Cela fait ensuite une boucle autour de {\displaystyle a>1,} puisque les faisceaux sont une droite projective .

On peut remarquer que cette paramétrisation présente une symétrie : l'inversion du signe de a inverse x et y . Selon la terminologie de (Levy 1964), il s'agit d'un système linéaire de coniques de type I.
Une application frappante d'une telle famille se trouve dans (Faucette 1996)   qui donne une solution géométrique à une équation quartique en considérant le faisceau de coniques à travers les quatre racines de la quartique, et en identifiant les trois coniques dégénérées avec les trois racines de la cubique résolvante .
Le théorème de l'hexagone de Pappus est le cas particulier du théorème de Pascal, lorsqu'une conique dégénère en deux droites.

## Dégénérescence
Dans le plan projectif complexe, toutes les coniques sont équivalentes et peuvent dégénérer soit en deux lignes différentes, soit en une ligne double.
Dans le plan affine réel :
- Les hyperboles peuvent dégénérer en deux droites qui se croisent (les asymptotes), comme dans {\displaystyle x^{2}-y^{2}=a^{2},} ou à deux droites parallèles : {\displaystyle x^{2}-a^{2}y^{2}=1,} ou à la double droite {\displaystyle x^{2}-a^{2}y^{2}=a^{2},} comme a tend vers 0.
- Les paraboles peuvent dégénérer en deux droites parallèles : {\displaystyle x^{2}-ay-1=0} ou la double droite {\displaystyle x^{2}-ay=0,} comme a tend vers 0 ; mais, parce que les paraboles ont un point double à l'infini, elles ne peuvent pas dégénérer en deux droites sécantes.
- Les ellipses peuvent dégénérer en deux droites parallèles : {\displaystyle x^{2}+a^{2}y^{2}-1=0} ou la double droite {\displaystyle x^{2}+a^{2}y^{2}-a^{2}=0,} comme a tend vers 0 ; mais, parce qu'ils ont des points complexes conjugués à l'infini qui deviennent un point double lors de la dégénérescence, ne peuvent pas dégénérer en deux lignes sécantes.

Les coniques dégénérées peuvent dégénérer davantage en coniques dégénérées plus spéciales, comme l'indiquent les dimensions des espaces et des points à l'infini.
- Deux droites qui se croisent peuvent dégénérer en deux droites parallèles, en tournant jusqu'à ce qu'elles soient parallèles, comme dans {\displaystyle x^{2}-ay^{2}-1=0,} ou à une double droite en tournant l'une dans l'autre autour d'un point, comme dans {\displaystyle x^{2}-ay^{2}=0,} dans chaque cas, a va vers 0.
- Deux droites parallèles peuvent dégénérer en une ligne double en se déplaçant l'une vers l'autre, comme dans {\displaystyle x^{2}-a^{2}=0} comme a va vers 0, mais ne peut pas dégénérer en droites non parallèles.
- Une droite double ne peut pas dégénérer vers les autres types.
- Un autre type de dégénérescence se produit pour une ellipse lorsque la somme des distances aux foyers est fixée comme égale à la distance interfocale ; elle a donc un demi-petit axe égal à zéro et une excentricité égale à un. Le résultat est un segment de droite (dégénéré car l'ellipse n'est pas différentiable aux extrémités) avec ses foyers aux extrémités. En tant qu'orbite, il s'agit d'une trajectoire elliptique radiale .

## Points à définir
Une conique générale est définie par cinq points : étant donnés cinq points en position générale, il existe une conique unique passant par eux. Si trois de ces points se trouvent sur une droite, alors la conique est réductible et peut être unique ou non. Si aucun des quatre points n'est colinéaire, alors cinq points définissent une conique unique (dégénérée si trois points sont colinéaires, mais les deux autres points déterminent alors l'autre droite unique). Cependant, si quatre points sont colinéaires, il n'y a pas de conique unique les traversant : une droite passant par les quatre points et la ligne restante passe par l'autre point, mais l'angle est indéfini, laissant un paramètre libre. Si les cinq points sont colinéaires, alors la droite restante est libre, ce qui laisse deux paramètres libres.
Étant donné quatre points en position linéaire générale (aucun triplet colinéaire ; en particulier, quatre points distincts), il y a exactement trois paires de droites (coniques dégénérées) passant par eux, qui seront en général sécantes, à moins que les points ne forment un trapèze (une paire est parallèle) ou un parallélogramme (deux paires sont parallèles).
Étant donné trois points, s'ils ne sont pas colinéaires, il y a trois paires de droites parallèles qui les traversent – on en prend deux pour définir une droite, et la troisième pour la droite parallèle qui doit les traverser, par le postulat des parallèles .
Étant donné deux points distincts, il existe une double ligne unique qui les traverse.

## Remarques
- (en) Cet article est partiellement ou en totalité issu de l’article de Wikipédia en anglais intitulé « Degenerate conic » (voir la liste des auteurs).